# فرودگاه اورلند
فرودگاه اورلند (به انگلیسی: Ørland Airport) (به زبان بومی: Ørland lufthavn) یک فرودگاه همگانی و نظامی مسافربری با کد یاتا OLA است که یک باند فرود آسفالت دارد و طول باند آن ۲۷۱۴ متر است. این فرودگاه در کشور نروژ قرار دارد و در ارتفاع ۹ متری از سطح دریا واقع شده‌است.